# Darshan
Darshan oder Darshana (Sanskrit, n., दर्शन, darśana, für Betrachtung, Beobachtung, Zusammentreffen, Philosophie; von drish sehen) auch als die sechs Sichtweisen Shaddarshanas (Sanskrit षड्दर्शन ṣaḍdarśana; die sechs (ṣaṭ) Sichtweisen (darśana)) ist ein Wort von großer Bedeutungsvielfalt, das in spirituellen Zusammenhängen vielfach im Hinduismus, aber auch im Buddhismus Verwendung findet. 
So steht es im Hinduismus für die Sicht und Vision des Heiligen und Göttlichen (segensreicher Anblick eines Gottes oder Heiligen). Unter Darshana z. B. wird das offizielle Treffen von Schülern und Meister verstanden, zu dem die Schüler vom Meister eingeladen werden. Es kann aber auch das sich Versenken beim Betrachten eines Götterbildes bedeuten. Letztere Bedeutung ist im heutigen Sprachgebrauch des Hindi am häufigsten. Im Zusammenhang mit Mata Amritanandamayi wiederum bedeutet Darshan die Umarmung durch den Guru.
Fromme Hindus gehen in den Tempel, um die Sicht eines Gottes durch ein Symbol oder eine Statue, in der die geistige Anwesenheit der Gottheit angenommen wird, zu erlangen, in diesem Sinne auch eine Segnung durch die Gottheit. Darshan kann jedoch auch durch eine Vision der Gottheit bei Gebet oder der Meditation empfangen werden. Auch eine lebendige Person, die als Inkarnation der Gottheit angesehen wird, wie z. B. ein Avatara, kann Darshan geben.
Der Begriff wird auch im Sinne von „Ansicht“ oder „Anschauungsweise“ verstanden, und somit stellt jedes Darshana einen Versuch dar, zu zeigen, wie die Welt von einem gewissen Standpunkt aus gesehen werden kann. Die Systeme der klassischen indischen Philosophie werden deshalb als „Darshanas“ bezeichnet. 
Die einzelnen Darshanas haben sich erst im Laufe der Zeit entwickelt. So bildeten die ersten vier Darshanas zunächst eine Einheit, deren Teile sich durch divergierende Überlegungen zu eigenständigen Systemen entwickelten. Die Anschauungen der beiden letzten Systeme, Nyaya und Vaisheshika, gehören einer späteren Entwicklungsstufe an, wurden jedoch mit den ursprünglichen Überlegungen auf vielfache Weise verknüpft. 
Um in diesem Zusammenhang die sechs orthodoxen von den heterodoxen Systemen Buddhismus, Charvaka und Jainismus bzw. deren philosophischen Zweigen abzugrenzen, die im Gegensatz zu ersteren die Autorität des Veda, der heiligen indischen Texte, nicht anerkennen, werden von orthodoxer Seite häufig die adjektivischen Zusätze „astika“ (orthodox) und „nastika“ (heterodox) verwendet. Zudem hat sich im hinduistischen Sprachgebrauch der Sammelbegriff „Shad Darshanas“ für die sich auf den Veda berufenden philosophischen Traditionen etabliert (Sanskrit: „shad“ = sechs).

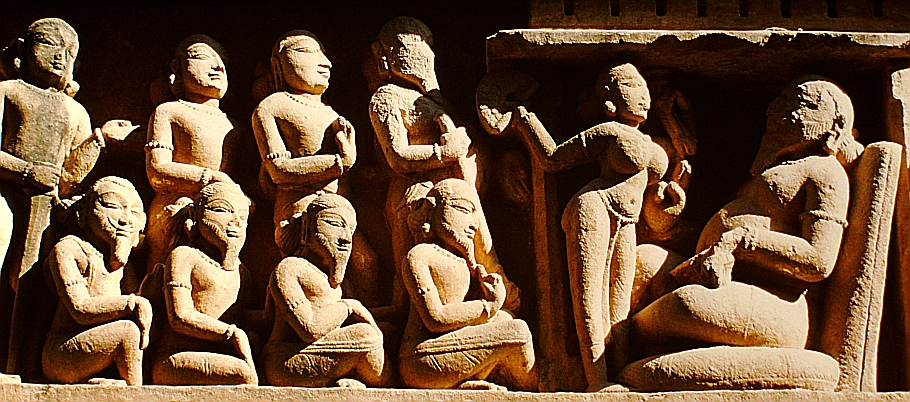
Unterrichtsszene (darshan) an der Plattform des Lakshmana-Tempels im Tempelbezirk von Khajuraho. Einige der sitzenden Schüler tragen Kniebänder als Konzentrationshilfen.

## Sechs Darshanas
Die sechs orthodoxen Darshanas – geordnet nach ihrer historischen Entwicklung – lauten: 
- Mimansa
- Vedanta
- Samkhya
- Yoga
- Nyaya
- Vaisheshika

Die Metaphysik der beiden letzten Systeme ist praktisch die gleiche und dies führte dazu, dass sie zeitweilig zu einem System verschmolzen wurden, das als Nyaya-Vaisheshika bezeichnet wird.